# Chris Kappler
Chris Kappler (St. Charles, 9 de febrero de 1967) es un jinete estadounidense que compitió en la modalidad de salto ecuestre.
Participó en los Juegos Olímpicos de Atenas 2004, obteniendo dos medallas, oro en la prueba por equipos (junto con Peter Wylde, McLain Ward y Elizabeth Madden) y plata en la individual. Ganó dos medallas en los Juegos Panamericanos de 2003, oro por equipo y plata individual.

## Palmarés internacional
| Juegos Olímpicos     | Juegos Olímpicos                | Juegos Olímpicos | Juegos Olímpicos |
| Año                  | Lugar                           | Medalla          | Categoría        |
| -------------------- | ------------------------------- | ---------------- | ---------------- |
| 2004                 | Atenas (Grecia)                 | Medalla de oro   | Por equipos      |
| 2004                 | Atenas (Grecia)                 | Medalla de plata | Individual       |
| Juegos Panamericanos |                                 |                  |                  |
| Año                  | Lugar                           | Medalla          | Categoría        |
| 2003                 | Santo Domingo (Rep. Dominicana) | Medalla de oro   | Por equipos      |
| 2003                 | Santo Domingo (Rep. Dominicana) | Medalla de plata | Individual       |